# Антинатализам
Антинатализам или ефилизам је филозофски положај који додељује негативну вредност рађању. Антинаталисти тврде да људи треба да се уздрже од размножавања јер је то морално лоше (неки такође сматрају да је стварање других осећајних бића морално лоше). У научним и књижевним списима, различите етичке основе наводе на антинатализам. Неке од најранијих преживелих формулација идеје да би било боље да се не родимо долази из древне Грчке. Термин "антинатализам" је супротан термину "натализам" или "пронатализам".
Ефилизам је филозофски став везан за егзистенцију живота и представља крајње радикални облик песимизма. Аутор појма је Гарy Мошер. Филозофија ефилизма је утемељена на ставу да живот јесте безумни и штеточински експеримент ДНК молекула (или како га називају Франкенштајн молекул) и његових комбинација у свим формама који нема рационалну улогу у реалности која тежи суровим променама и борби за опстанак у хаотичном и несигурном амбијенту природе пуном страхота и патње. Ефилисти сматрају да живот нема интелигентну сврху у природи која не погодује осећајним бићима, те га зато треба елиминисати.